# نوربرت هاگ
نوربرت هاگ (انگلیسی: Norbert Haug) یک اتومبیل‌ران فرمول ۱ اهل ایالات متحده آمریکا بود.